# Bin Akao
Bin Akao (赤尾敏), aussi appelé Satoshi Akao, 15 janvier 1899 dans l'arrondissement Higashi-ku de Nagoya — 6 février 1990, est un homme politique japonais d'extrême droite, ancien membre de la Chambre des représentants du Japon. De santé fragile dans son enfance, il s'intéresse à la philosophie de l'utopie.
Lors de l'Occupation du Japon par les forces américaines, il fait partie des personnalités politiques visées par la purge du personnel politique et économique.
Il a été arrêté 25 fois pour activités violentes notamment pour avoir appelé plusieurs fois à un coup d'état militaire.
En prison, il se plonge dans les écrits de Benito Mussolini. Une fois sorti, il mentionne qu'Hitler est son héros et lance plusieurs attaques terroristes contre des organisations de gauche et l'ambassade soviétique. Il soutient également Otoya Yamaguchi qui a assassiné Inejirō Asanuma devant les caméras de télévision lors d'un discours public en 1960, et qui était membre du aprti politique qu'il dirigeait, le Parti patriotique du grand Japon. En 1961, il est arrêté dans le cadre de la tentative d'assassinat de Hōji Shimanaka, président et directeur des éditions Chūō Kōron, dite Affaire Shimanaka.